# Jonathan Diaz
Pour les articles homonymes, voir Diaz.
Jonathan Diaz (né le 10 avril 1985 à Miami Beach, Floride, États-Unis) est un joueur d'arrêt-court des Ligues majeures de baseball sous contrat avec les Yankees de New York.

## Carrière
Jonathan Diaz est repêché au 12e tour de sélection par les Blue Jays de Toronto en 2006. Il joue en ligues mineures de 2006 à 2012 dans l'organisation des Blue Jays. Il rejoint les Red Sox de Boston en décembre 2012 et dispute son premier match dans le baseball majeur le 29 juin 2013 à l'âge de 28 ans. Diaz, principalement un joueur d'arrêt-court dans les mineures, évolue au deuxième et troisième buts lors de son premier séjour de 5 parties avec Boston.
Il rejoint les Blue Jays de Toronto en novembre 2013. À son premier match avec sa nouvelle équipe le 1er avril 2014, Diaz réussit son premier coup sûr dans les majeures, un simple bon pour un point aux dépens du lanceur Alex Cobb, des Rays de Tampa Bay. Il joue 30 matchs en deux ans pour les Jays.
Le 31 décembre 2015, il rejoint les Yankees de New York.